# Дрожняк, Юрий Эдуардович
Юрий Эдуардович Дрожняк (род. 13 апреля 1943, Елань-Колено, Новохопёрский район, Воронежская область, РСФСР, СССР) — советский и российский актёр и театральный деятель, солист Краснодарского музыкального театра, народный артист Российской Федерации (1996).

## Биография
Родился 13 апреля 1943 года в посёлке Елань-Колено Новохопёрского района, Воронежской области. Мать будущего артиста была режиссёром и руководила многими драматическими и танцевальными коллективами Воронежской области.
В 1961 году поступил в Свердловское театральное училище, но через год был призван армию. После службы поступил в Государственный институт театрального искусства, который окончил в 1970 году с красным дипломом.
После окончания института был направлен в Саратовский областной театр оперетты, а в 1972 году был приглашён в Краснодарский музыкальный театр. В 1975—1977 годах работал в Одесском театре музыкальной комедии, после чего вернулся в Краснодарский музыкальный театр, где играет и по сей день.
За полвека работы в театре артист исполнил более 100 ролей, а в качестве режиссёра поставил около 30 спектаклей. 
В 1980 году был удостоен почётного звания «Заслуженный артист РСФСР», а в 1996 году ему было присвоено звание «Народный артист Российской Федерации». В 2000—2013 годах занимал пост директора Краснодарского музыкального театра. В 2019 году удостоился специальной Премии «Золотая маска».

## Театральные работы
- «Цыганская любовь», Ф. Легар — Шандор, Ласло
- «Весёлая вдова», Ф. Легар — Данило
- «Здравствуйте, я — ваша тётя!», О. Фельцман — Бабс
- «Пусть гитара играет», О. Фельцман — Сергей
- «Летучая мышь», И. Штраус — Генрих
- «Фиалка Монмартра», И. Кальман — Рауль, Фраскатти
- «Сильва», И. Кальман — Эдвин
- «Марица», И. Кальман — Тассило
- «Дьявольский наездник», И. Кальман — Шандор
- «Браво, Маэстро!», И. Кальман — Кальман
- «Цыган-премьер», И. Кальман — Пали Рач
- «Лира и меч», В. Семенов — Куракин
- «День добрый, или Невеста по заказу», В. Пономарёв — Пётр
- «Дон Жуан в Севилье», М. Самойлов — Командор
- «Страсти святого Микаэля», М. Самойлов — Микаэль
- «Пенелопа», А. Журбин — Клеонт
- «Ваш ход, королева!», А. Журбин — Болинброк
- «Сирано де Бержерак», С. Пожлаков — Сирано
- «Императорский вальс», Е. Птичкин — Игнат Молодцов
- «Запорожец за Дунаем», С. Гулак-Артемовский — Иван Карась

## Награды
- Заслуженный артист РСФСР (11 сентября 1980)
- Народный артист Российской Федерации (9 марта 1996)[5]
- Премия имени М. А. Куликовского (1997)
- Национальная театральная премия «Золотая маска» (2018)
- Премия «Легенда» Ассоциации музыкальных театров России (2022)